# 25125 Brodallan
25125 Brodallan è un asteroide della fascia principale. Scoperto nel 1998, presenta un'orbita caratterizzata da un semiasse maggiore pari a 2,5251523 UA e da un'eccentricità di 0,0948649, inclinata di 4,36052° rispetto all'eclittica.